# Tiro Afeta
Tiro Afeta (en oromo : Xiroo Afataa) est un woreda de l'ouest de l'Éthiopie situé dans la zone Jimma de la région Oromia. Il compte 131 536 habitants en 2007 et son chef-lieu est Dmetu. 
Limitrophe de la région des nations, nationalités et peuples du Sud sur la courte distance séparant la partie nord et la partie sud de Sokoru, le woreda Tiro Afeta est entouré dans la zone Jimma par Chora, Sokoru, Omo Nada, Kersa et Limu Kosa.
Le centre administratif, Dmetu, est à 60 km de Jimma, au nord-ouest du barrage Gilgel Gibe I, une quinzaine de kilomètres au nord d'Asendabo où passe la route allant de Jimma à Addis-Abeba,.
La seconde agglomération du woreda, Ako, se trouve 24 km au nord de Dmetu,.
Le recensement national de 2007 fait état pour ce woreda d'une population totale de 131 536 habitants dont 4 % de citadins.
La principale agglomération recensée est Dmetu avec 3 043 habitants en 2007, suivie par Ako qui a 2 266 habitants à la même date.
Plus de 91 % des habitants du woreda sont musulmans, 6 % sont orthodoxes et 2 % sont protestants.
En 2022, la population du woreda est estimée à 187 490 personnes avec une densité de population de 202 personnes par km2 et 927 km2 de superficie.